# Джелам (місто)
Дже́лам (урду جہلم) — місто у північній частині пакистанської провінції Пенджаб. Є адміністративним центром однойменного округу.

## Географія
Місто розташовано на правому березі річки Джелам. В околицях міста розташовані підприємства з виробництва й обробки тютюну, деревини, мармуру, скла й борошна.

## Клімат
| Клімат Джелама          | Клімат Джелама | Клімат Джелама | Клімат Джелама | Клімат Джелама | Клімат Джелама | Клімат Джелама | Клімат Джелама | Клімат Джелама | Клімат Джелама | Клімат Джелама | Клімат Джелама | Клімат Джелама | Клімат Джелама |
| Показник                | Січ.           | Лют.           | Бер.           | Квіт.          | Трав.          | Черв.          | Лип.           | Серп.          | Вер.           | Жовт.          | Лист.          | Груд.          | Рік            |
| Середній максимум, °C   | 19,7           | 21,6           | 26,6           | 33,0           | 38,1           | 40,5           | 35,9           | 34,4           | 35,0           | 33,1           | 27,6           | 21,5           | 30,5           |
| Середня температура, °C | 12,3           | 14,7           | 19,5           | 25,4           | 30,1           | 33,2           | 30,9           | 29,9           | 29,0           | 24,9           | 18,7           | 13,6           | 23,5           |
| Середній мінімум, °C    | 5,0            | 7,7            | 12,5           | 17,7           | 22,0           | 25,8           | 25,8           | 25,3           | 23,0           | 16,6           | 9,9            | 5,7            | 16,4           |
| Норма опадів, мм        | 33             | 50             | 60             | 36             | 31             | 51             | 237            | 221            | 77             | 12             | 9              | 30             | 847            |
| ----------------------- | -------------- | -------------- | -------------- | -------------- | -------------- | -------------- | -------------- | -------------- | -------------- | -------------- | -------------- | -------------- | -------------- |
| Джерело: World Climate  |                |                |                |                |                |                |                |                |                |                |                |                |                |

## Відомі уродженці
- Ашфак Парвез Каяні — начальник штабу сухопутних військ Пакистану.
- Індер Кумар Ґуджрал — 13-й Прем'єр-міністр Індії.